# Jean-Claude Rouan
Pour les articles homonymes, voir Rouan.
Jean-Claude Rouan, né le 30 octobre 1933 à Quillan et mort le 23 janvier 1993 à Narbonne, est un joueur de rugby à XV, qui a joué avec l'équipe de France et l'US Quillan au poste d’arrière (1,73 m pour 75 kg). 

## Carrière

### En club
- US Quillan
- RC Narbonne
- Union sportive gourdonnaise
- Club athlétique gourdonnais

### En équipe nationale
Il a disputé son premier test match le 10 janvier 1953 contre l'équipe d'Écosse et le dernier contre l'équipe d'Irlande, le 24 janvier 1953.

## Palmarès
- Sélections en équipe nationale : 2
- Tournoi des Cinq Nations disputé : 1953